# Стъклено влакно
Стъклено влакно е влакно от много тънки стъклени нишки.
В тази си форма стъклото показва необичайни свойства: не се пука, не се чупи, огъва се без да се разрушава. Това позволява на тъканите произведени от такъв материал, наричани стъклотъкан, да са изключително здрави.
От стъклените влакна се произвеждат оптични кабели, световоди, в комбинация със специални смоли се изработват високо якостни плоскости (стъклопласт) и много други.